# Joutsa

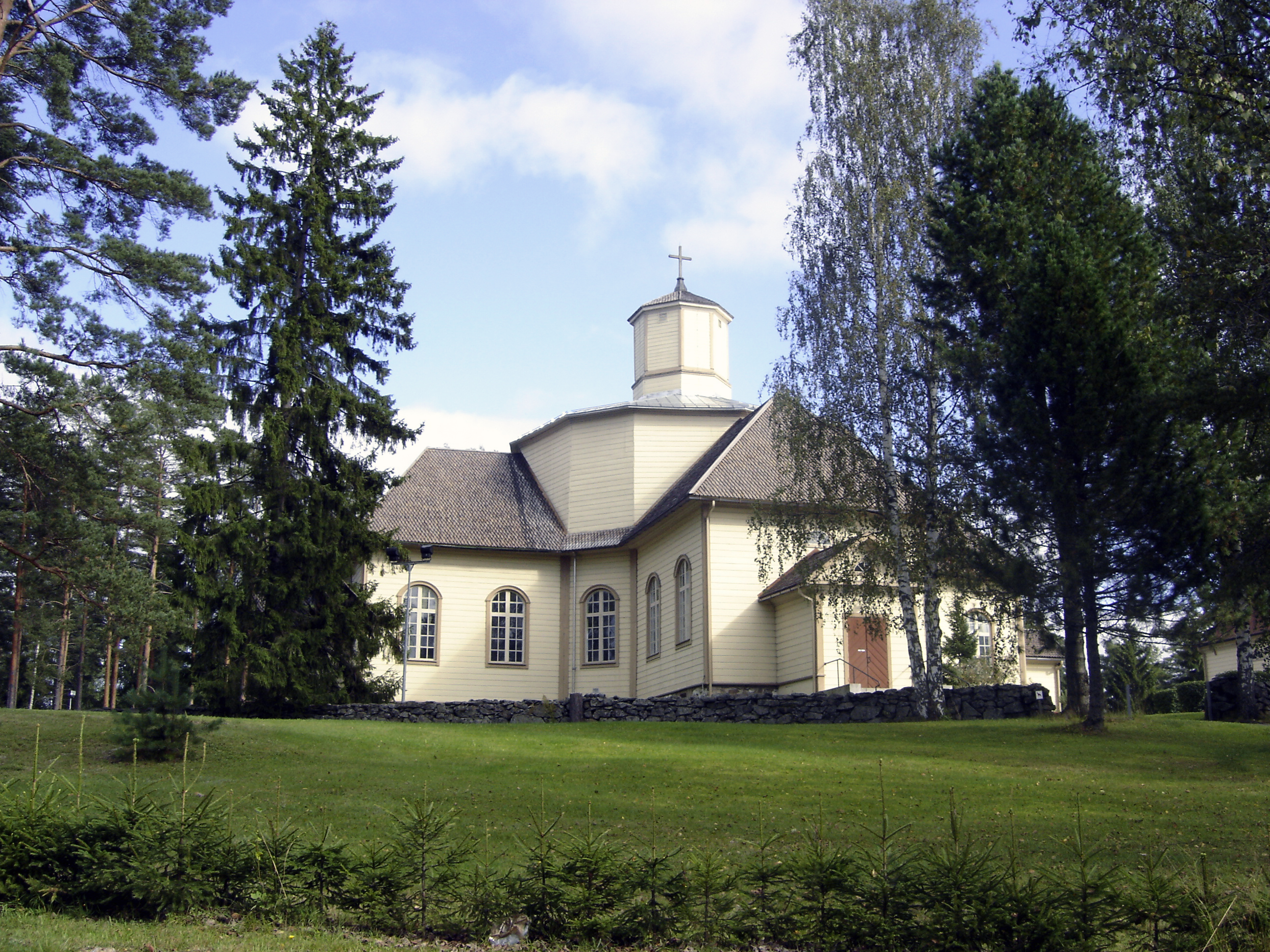
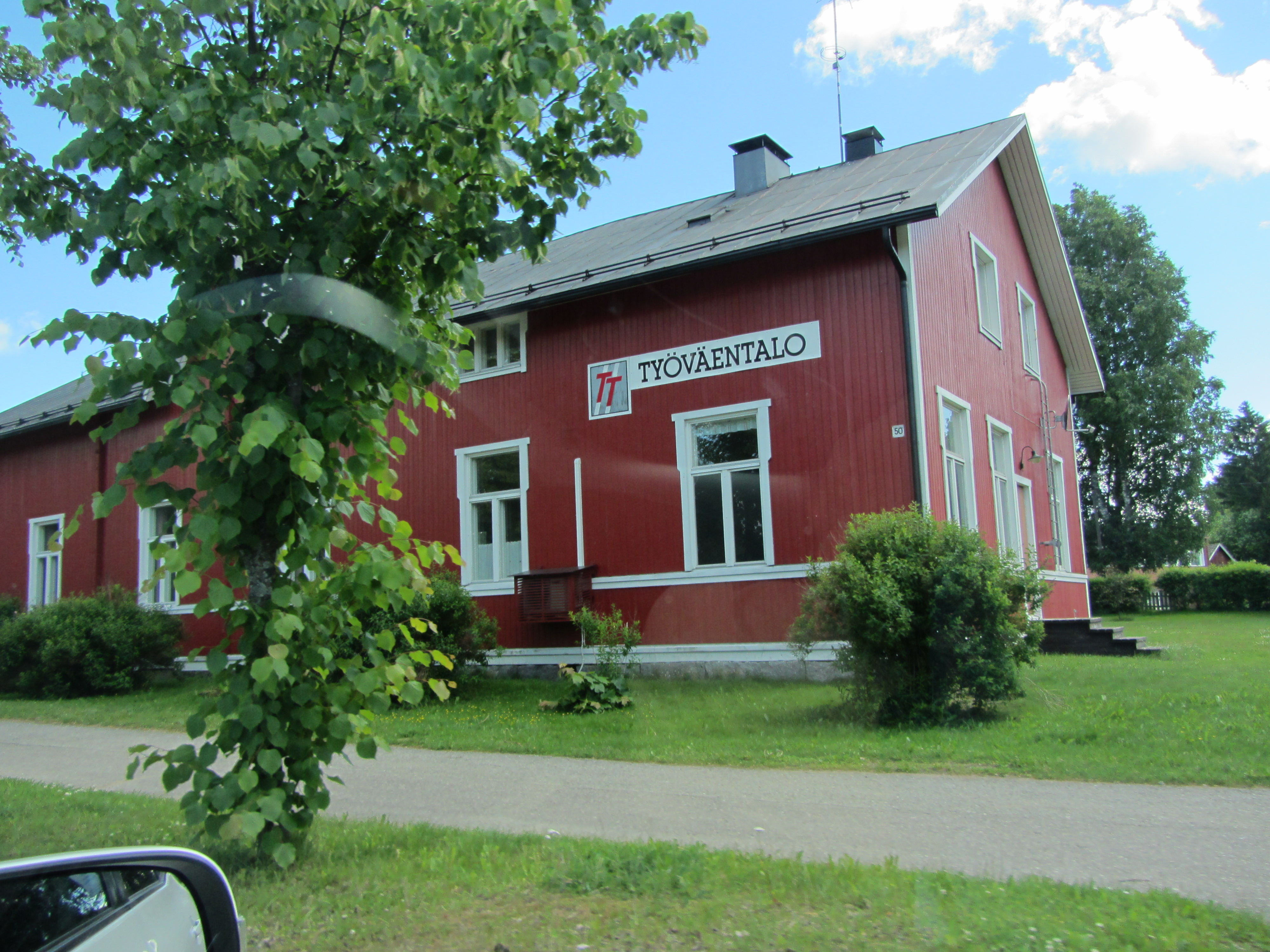
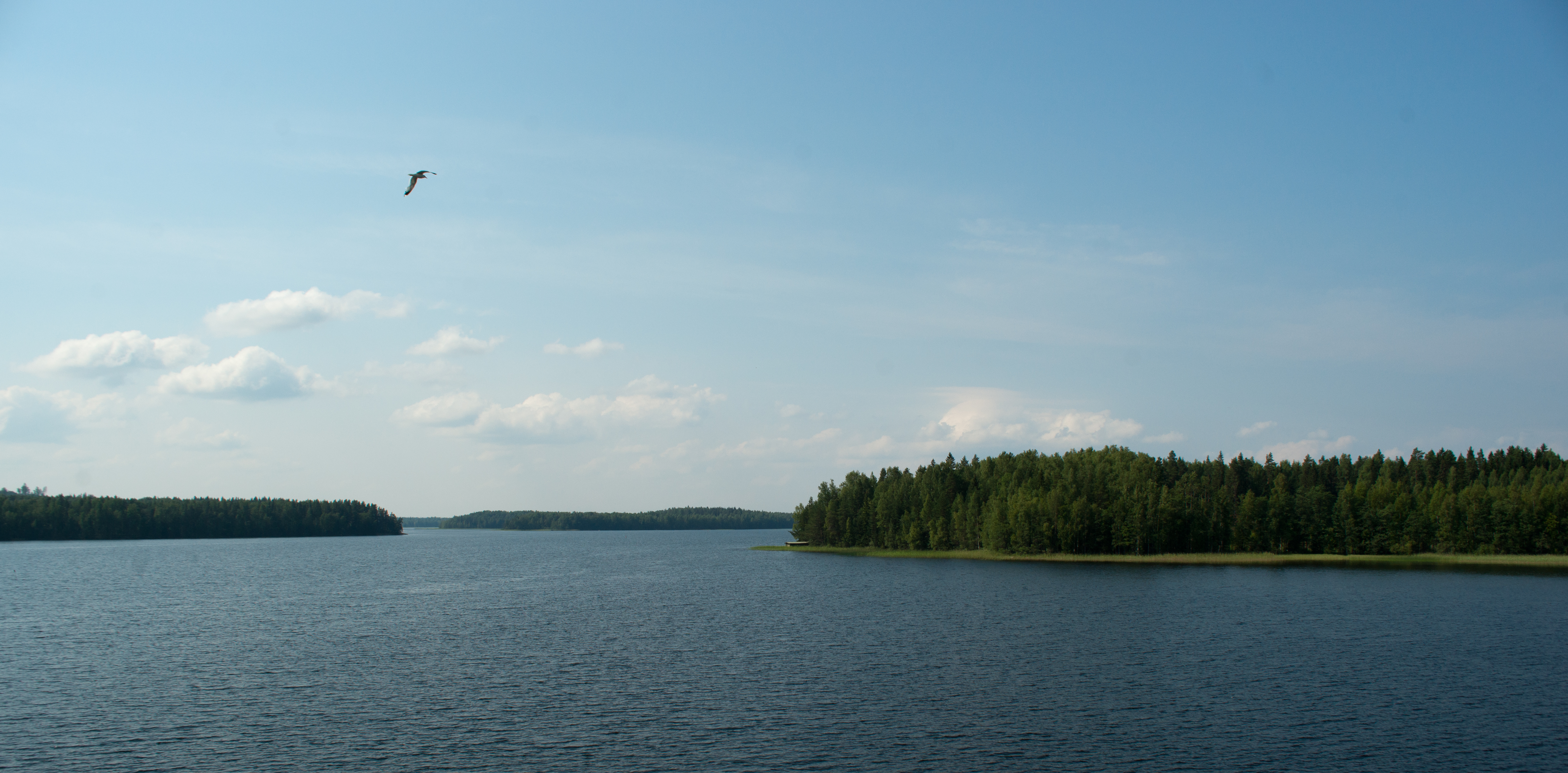
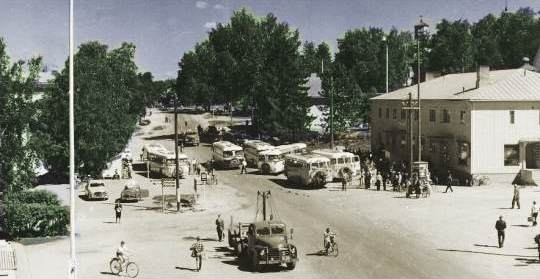
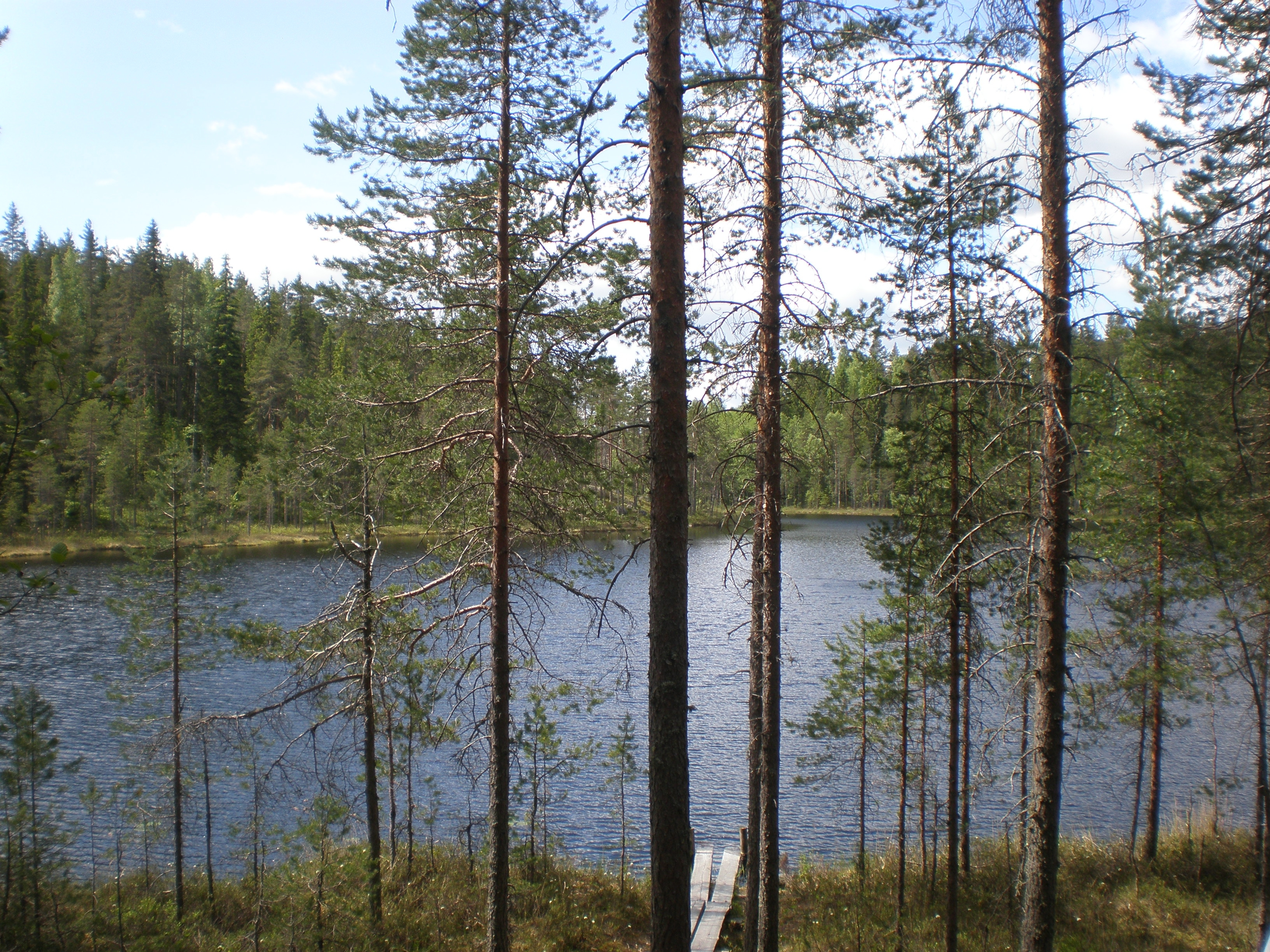
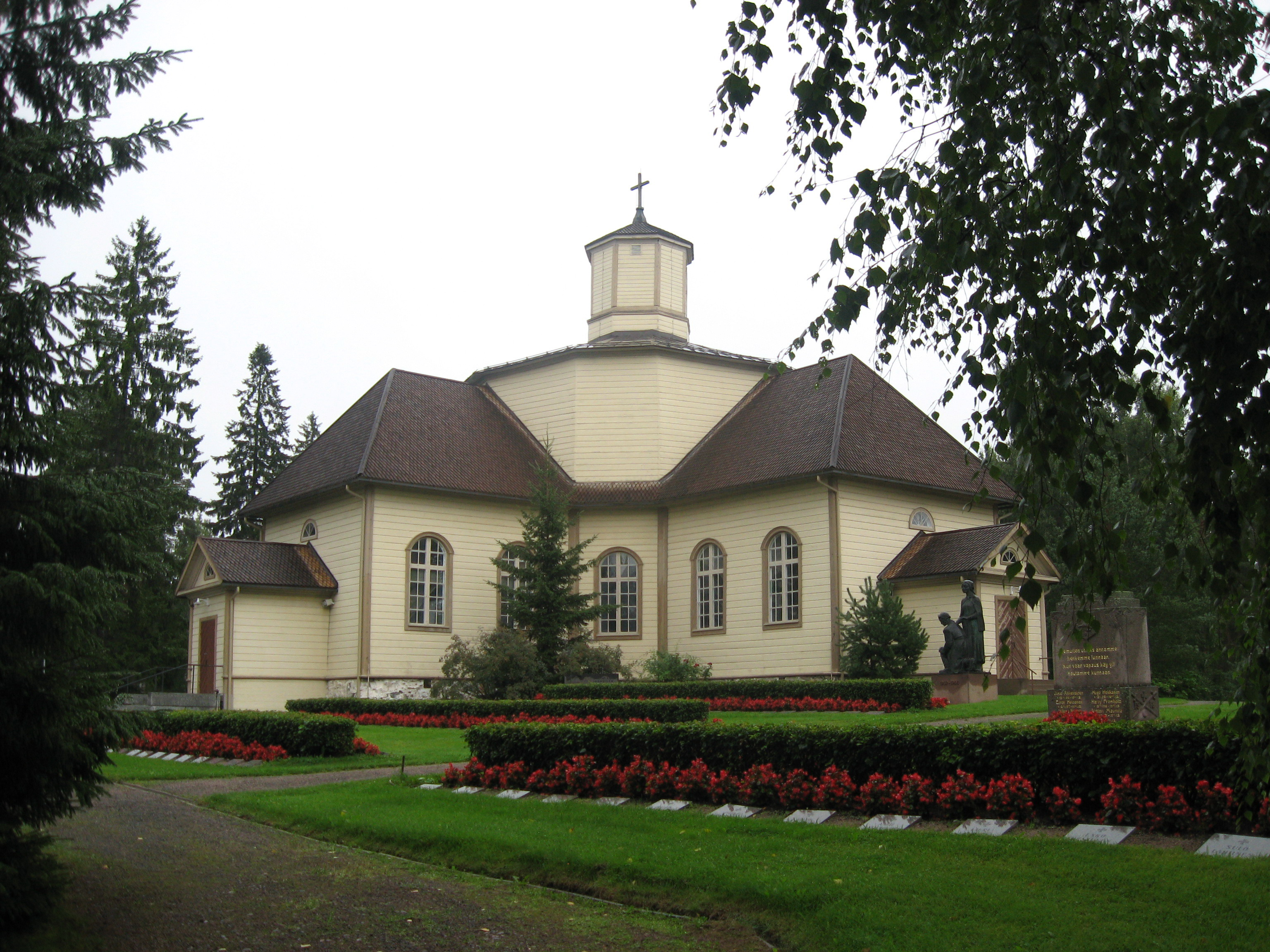
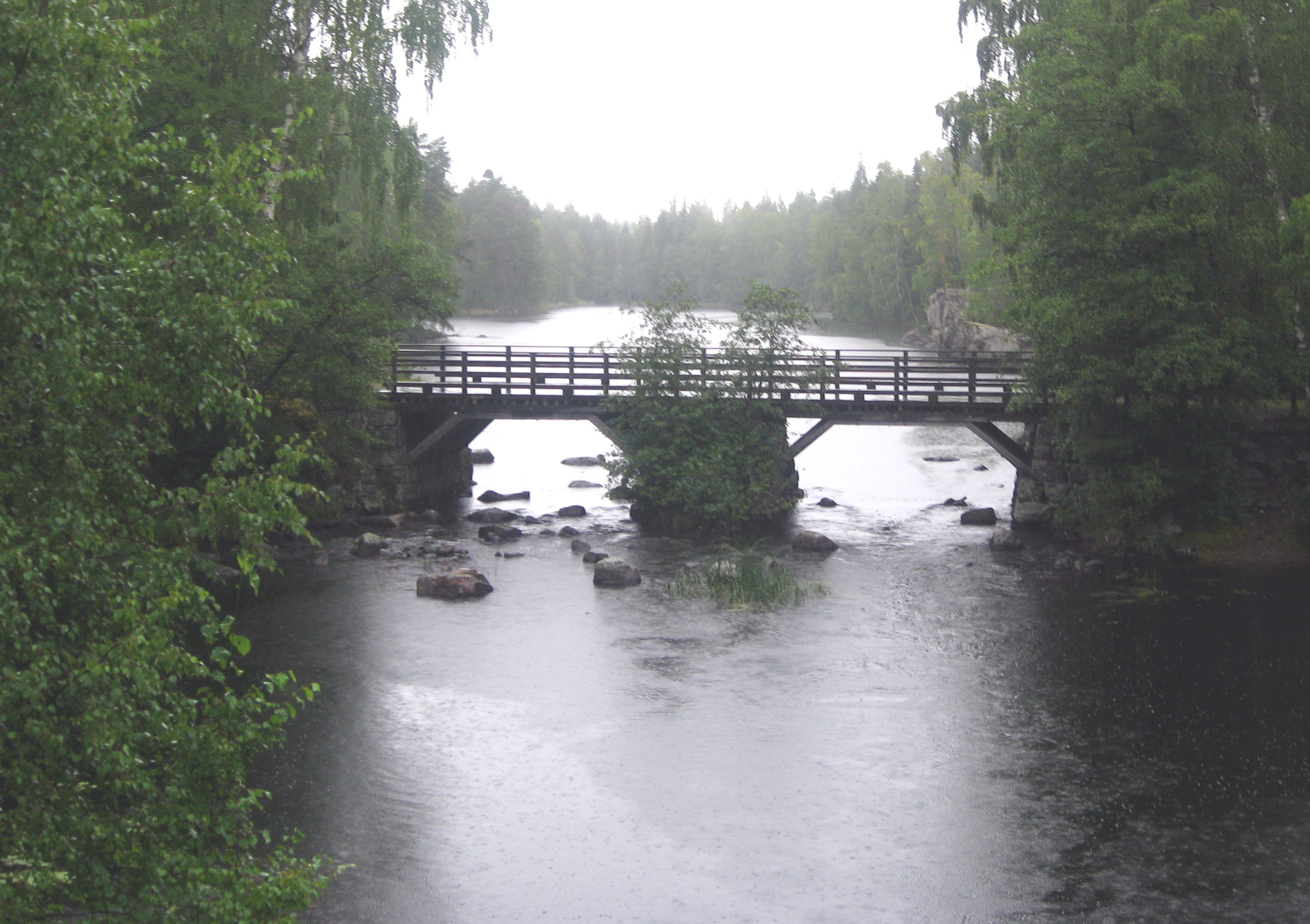

Joutsa is een gemeente in de Finse provincie West-Finland en in de Finse regio Centraal-Finland. De gemeente heeft een landoppervlakte van 867,01 km² en telt 4.171 inwoners (2022).